# Championnats d'Europe de triathlon 2007
Navigation
Édition précédente Édition suivante
Les championnats d'Europe de triathlon 2007 sont la vingt-troisième édition des championnats d'Europe de triathlon, une compétition internationale de triathlon sous l'égide de la fédération européenne de ce sport. L'épreuve est constituée de 1 500 mètres de natation, 40 kilomètres de vélo puis 10 kilomètres de course à pied.
Cette édition se tient dans la ville danoise de Copenhague et elle est remportée par l'espagnol Javier Gómez chez les hommes et par la portugaise Vanessa Fernandes chez les femmes.

## Palmarès

### Hommes
| Rang               | Triathlète        | Temps           |
| ------------------ | ----------------- | --------------- |
| Médaille d'or      | Javier Gómez      | 1 h 51 min 58 s |
| Médaille d'argent  | Jan Frodeno       | 1 h 52 min 15 s |
| Médaille de bronze | Daniel Unger      | 1 h 52 min 30 s |
| 4                  | Rasmus Henning    | 1 h 52 min 32 s |
| 5                  | Maik Petzold      | 1 h 52 min 35 s |
| 6                  | Laurent Vidal     | 1 h 52 min 38 s |
| 7                  | Frédéric Belaubre | 1 h 52 min 44 s |
| 8                  | Filip Ospalý      | 1 h 52 min 53 s |
| 9                  | Igor Sysoev       | 1 h 52 min 55 s |
| 10                 | Bruno Pais        | 1 h 52 min 55 s |

### Femmes
| Rang               | Triathlète        | Temps          |
| ------------------ | ----------------- | -------------- |
| Médaille d'or      | Vanessa Fernandes | 2 h 2 min 36 s |
| Médaille d'argent  | Kate Allen        | 2 h 3 min 21 s |
| Médaille de bronze | Nicola Spirig     | 2 h 3 min 24 s |
| 4                  | Andrea Whitcombe  | 2 h 3 min 29 s |
| 5                  | Ricarda Lisk      | 2 h 3 min 40 s |
| 6                  | Michelle Dillon   | 2 h 3 min 49 s |
| 7                  | Anja Dittmer      | 2 h 4 min 6 s  |
| 8                  | Ewa Dederko       | 2 h 4 min 9 s  |
| 9                  | Eva Dollinger     | 2 h 4 min 27 s |
| 10                 | Carole Péon       | 2 h 4 min 27 s |